# Werner Becker (musicien)
Werner Becker (né le 4 décembre 1943 à Celle), alias Anthony Ventura, est un musicien, arrangeur et producteur de musique allemand.

## Biographie
Il grandit à Hambourg et apprend le piano chez ses voisins qui en possèdent un. Il arrive si bien en musique qu'il apprend d'autres instruments comme l'accordéon, la guitare ou la trompette. À 11 ans, il joue de ces instruments dans un groupe.
Malgré son talent, il devient typographe puis dessinateur publicitaire jusqu'en 1964. Un an auparavant, il découvre avec le groupe "Melodic Telstars" l'orgue Hammond. Il se consacre alors entièrement dans la musique. Puis il se marie et a deux filles.
En 1970, il est membre du big band "Die Studiker" où il se met à faire des arrangements et découvre le travail en studio. À Hambourg, il rencontre Dicky Tarrach, le batteur des Rattles (de). En 1972, il joue du piano au sein de Randy Pie (de). Cependant, en pleine mode krautrock, le groupe ne connaît pas de grand succès, si bien qu'il continue à travailler comme arrangeur.
En 1973, en écoutant Je t'aime… moi non plus, le producteur Reinhard Streit a l'idée de mettre en avant l'orgue Hammond dans des compositions orchestrales. Werner Becker est chargé des arrangements, du mixage et de l'enregistrement des solistes. Le premier album Je t'aime - Traum Melodien reprend des mélodies classiques. En raison de sa présence dans Randy Pie, il prend le pseudonyme d'"Orchester Anthony Ventura". Il crée ainsi avec succès sa propre sonorité orchestrale pour le grand marché de l'easy listening et publie jusqu'en 1982 dix albums dans la série "Je t'aime".
Becker quitte Randy Pie en 1977 et se concentre sur ses propres projets. Il tente de participer, sous le nom de W. W. Becker, au Concours Eurovision de la chanson en 1975, sans succès. Le projet Anthony Ventura reste essentiellement un projet d'enregistrement en studio malgré quelques concerts avec des musiciens.
Le sixième album "Je t'aime" 20 Traum Melodien est numéro 1 en 1978.
En 1980, l'éditeur musical Hans Rudolf Beierlein (de) s'associe au projet et fait élire lors d'une campagne médiatique à la télévision et dans la presse "les plus belles mélodies du monde". Ces mélodies sont ensuite reprises et enregistrées par Anthony Ventura. L'album, vendu au profit de la lutte contre le cancer, reste pendant dix semaines numéro 1 des ventes. La suite l'est aussi l'année suivante.
Mais dans les années 1980, le succès des orchestres de danse s'essouffle. À la fin, Reinhard Streit s'en va. En 1986, Becker revient dans le groupe Randy Pie (de) le temps d'un album. Puis il publie trois albums encore de ce genre entre 1992 et 1995 qui passent inaperçus.
Werner Becker se consacre à la production. Il produit et arrange de nombreux artistes bien connus du schlager comme Klaus und Klaus, Nino de Angelo, Roy Black, Howard Carpendale, Matthias Reim, ainsi que des artistes internationaux tels que Mayte Mateos (de) (Baccara), Engelbert, Bonnie Tyler, Roger Whittaker. En 2000, il participe aux succès de Jeanette Biedermann et de No Angels.
Becker a son propre studio d'enregistrement à Buchholz in der Nordheide. Il s'est mis à la musique country et joue dans des groupes avec le guitariste danois Nils Tuxen (qui était du retour de Randy Pie en 1986). En 2004, il fait les arrangements de l'album et joue durant les concerts de Country Goes Classic qui mélange musique classique et country avec Gunther Emmerlich (de), Deborah Sasson (de) et Tom Astor (de).

## Discographie
- Je t'aime - Traum Melodien (1973)
- Je t'aime 2 (1975)
- Je t'aime 3 (1975)
- Je t'aime 4 (1976)
- Je t'aime 5 (1977)
- 20 Traum Melodien - Je t'aime 6 (1978)
- Melodien der Welt - Je t'aime 7 (1978)
- Fantastic Dance Party (1979)
- Je t'aime 8 (1979)
- Die schönsten Melodien der Welt (1980)
- Je t'aime 9 (1981)
- Die schönsten Melodien der Welt Nr. 2 (1981)
- Je t'aime 10 - Traum-Melodien aus Frankreich (1982)
- Die schönsten Melodien der Welt Nr. 3 (1982)
- Zeit für Zärtlichkeit (1992)
- Abendstille überall
- Silent Sound of Simon & Garfunkel

## Source, notes et références
1. ↑  « Okey! Magazin für Orgel und Keyboard », sur okey-online.com via Wikiwix (consulté le 8 octobre 2023).
2. ↑  (de) « Pianist und Arrangeur Werner Becker im Interview : Der Weg vom Tanzlokal in die großen Studios », sur tastenwelt.de (consulté le 9 septembre 2020).
3. ↑  « Roman´s Easy-Listening- & Instrumental-Corner », sur blogspot.fr (consulté le 9 septembre 2020).

- (de) Cet article est partiellement ou en totalité issu de l’article de Wikipédia en allemand intitulé « Werner Becker (Musiker) » (voir la liste des auteurs).